# Mikael Mellegård
Mikael Mellegård, folkbokförd Carl Michael Mellegård, född 16 september 1968, är en svensk tidigare handbollsspelare (högernia). Han spelade åtta säsonger (240 elitseriematcher i rad, 752 gjorda mål) för Redbergslids IK och tog fem SM-guld.
Han är far till Emil Mellegård samt morbror till Pontus Mellegård och Olivia Mellegård.

## Klubbar
- Redbergslids IK (1991–1999)[1]
- VfL Bad Schwartau (1999–2000)

## Meriter
- Svensk mästare fem gånger (1993, 1995, 1996, 1997 och 1998) med Redbergslids IK